# ジャングルポケット (競走馬)
ジャングルポケット（欧字名:Jungle Pocket、1998年5月7日 - 2021年3月2日）は、日本の競走馬、種牡馬。主な勝ち鞍は2001年の東京優駿、ジャパンカップ。
馬名の由来は童謡の『ジャングルポケット』から。2001年度のJRA賞年度代表馬・最優秀3歳牡馬である。

## 戦績

### 2歳時
デビュー戦は2000年9月2日、札幌競馬場芝1800メートルで、騎手は千田輝彦であった。このレースには、のちに朝日杯3歳ステークスを優勝するメジロベイリー、のちに東京スポーツ杯3歳ステークスを勝ち、朝日杯3歳ステークスで2着に入ったタガノテイオーも出走していた。ジャングルポケットは単勝5番人気であったが、道中2-3番手からの競馬で勝利を収めた。このレースに出走した全8頭がのちに勝ち上がるというレベルの高い一戦であった。JRAでは1勝も挙げられずに登録を抹消される馬も多いなか、これは極めて稀有な例である。
デビュー2戦目となる重賞の札幌3歳ステークスでは単勝5番人気ながら、レコードタイムで優勝。2着はタガノテイオー、3着はのちの二冠牝馬のテイエムオーシャンであった。
3戦目は、当初からパートナーとして決まっていた角田晃一とともにGIIIラジオたんぱ杯3歳ステークスに出走し、のちの皐月賞馬アグネスタキオンの2着。3着は1番人気に推されたクロフネで、こちらはのちにNHKマイルカップ・ジャパンカップダートを制している。翌年のGI馬が3頭揃ったレースであった。

### 3歳時
翌2001年は共同通信杯から始動。直線では楽な手応えで抜け出し、ゴール前でヨレるそぶりを見せながらも完勝。このあと皐月賞トライアルには出走せず皐月賞に直行する。その皐月賞ではアグネスタキオンに次ぐ2番人気に推されたが、ゲートが開いた途端大きくつまずいたために出遅れ、追い上げ届かず3着に敗れる。
このあと、アグネスタキオンが屈腱炎を発症して戦線離脱（そのまま引退）。それを受けて押し出される形で、次の東京優駿では1番人気に推され、2番人気にはNHKマイルカップを制したクロフネが続いた。レースはテイエムサウスポーの大逃げで場内がどよめく中、中団を進み、直線では外から連れて追い込んできたダンツフレームに1馬身2分の1差をつけて21世紀最初のダービー馬となった。ウイニングランの場面では大歓声のなか、激しく頭を上下させる姿が見られた。本来臆病な種族であるサラブレッドは、このような大歓声に驚き、パニックに陥ることがほとんどである。それにもかかわらず角田晃一はなだめるそぶりも見せず、逆に観客の方へ歩み寄せた。
古馬との初対決となった札幌記念では同期のエアエミネムに敗れ3着。秋は菊花賞から始動し、1番人気に推されたが、折り合いを欠きマンハッタンカフェの4着に敗れた。レース後、オーナーの齊藤四方司に対して他馬主から「角田の騎乗はいかがなものか？」との声が上がり、齊藤自身もこの2戦、角田の騎乗に納得がいかなかったことから、調教師の渡辺栄に対し、角田を降板させ、後任の騎手を探すよう要求した。
次走はジャパンカップに決まったが、後任の騎手は一向に決まらなかった。この時、渡辺が声を掛けた騎手の中にはライバル・アグネスタキオンの主戦だった河内洋がいたが、断られたと言われる。このまま騎手が決まらず、ジャパンカップで角田が続投する事態になることを恐れた齊藤は、生産者であるノーザンファーム代表の吉田勝己を頼り、短期免許で来日していたオリビエ・ペリエに騎乗を依頼。これにより、鞍上問題は一応の解決を見せた。そのジャパンカップではペリエの好騎乗もあり、古馬で前年の勝ち馬・テイエムオペラオーをゴール直前で差し切って優勝。3着以下にもナリタトップロード・ステイゴールド・メイショウドトウらが入り、ジャパンカップ史上初めて日本馬が掲示板を独占した。また、内国産馬の3歳馬がジャパンカップを勝ったのも初めてのことで、この活躍が評価され、この年の年度代表馬および最優秀3歳牡馬に輝いた。イギリス・タイムフォーム社のレーティングでは131ポイントの評価を受けた。

### 4歳時
2002年にはキングジョージ6世&クイーンエリザベスダイヤモンドステークスやインターナショナルステークス、凱旋門賞への挑戦プランが陣営から発表された。特にインターナショナルステークスは本馬が得意とする東京競馬場と同じ左回りで直線が長いヨーク競馬場で施行されることから、吉田勝己から提案を受けた齊藤も前向きであった。鞍上は当初オリビエ・ペリエが務める予定だったが、週刊ギャロップのコラムにて柴田政人調教師が「日本調教馬が欧州のビッグレースを勝つ時、鞍上は日本人騎手であって欲しい」といった旨を述べ、これに感化された齊藤の意向で武豊に変更となった。
年明け緒戦の阪神大賞典から武豊が手綱を取る予定だったが、落馬負傷によりミルコ・デムーロの騎乗が決まる。しかし、今度はデムーロが騎乗停止となった。齊藤は渡辺に角田晃一の代打騎乗を提案したが、角田が拒否したため、最終的に小牧太（当時は公営兵庫所属）が手綱を取りナリタトップロードの2着。怪我から復帰した武を鞍上に迎えた天皇賞（春）では、第4コーナーで前の馬が外に振られて壁となる不利もありマンハッタンカフェをクビ差捕らえ切れず、このレースも2着に終わった。
その後は宝塚記念から海外遠征という予定だったが、調教中に脚部不安を発症したため、宝塚記念出走、海外遠征ともに中止となった。休養後、調整が遅れたためにぶっつけでジャパンカップに向かった。なお、このレースの前に馬主名義が齊藤から吉田勝己に変わったため、以後それまでとは違う服色（黄、赤縦縞、黒袖）で出走した。最後方からレースを進めるも、結果は5着。続く有馬記念は武がファインモーションに騎乗するため藤田伸二に乗り替わったが、早めにまくる奇襲作戦も実らず7着と大敗した。レース後に腰部筋肉痛と左前蹄球炎を発症していたことが分かり、翌2003年1月に引退した。なお、引退式には3歳時の菊花賞まで手綱を取った角田晃一が齊藤四方司名義の勝負服を着て参加している。また、この年の国際ランキングでは古馬長距離部門では3位になった。
記事によると、種牡馬としてのトニービンは東京巧者だという評価を決定付けたきっかけがジャングルポケットの競走成績であり、同馬は 東京競馬場2400ｍの王者と呼ばれることもある。

## 競走成績
以下の内容は、JBISサーチおよびnetkeiba.comに基づく。
| 競走日     | 競馬場 | 競走名             | 格   | 距離（馬場）  | 頭 数 | 枠 番 | 馬 番 | オッズ （人気） | 着順 | タイム （上がり3F） | 着差 | 騎手      | 斤量 [kg] | 1着馬（2着馬）         | 馬体重 [kg] |
| ---------- | ------ | ------------------ | ---- | ------------- | ----- | ----- | ----- | --------------- | ---- | ------------------- | ---- | --------- | --------- | ---------------------- | ----------- |
| 2000.09.02 | 札幌   | 3歳新馬            |      | 芝1800m（稍） | 8     | 6     | 6     | 009.80（5人）   | 01着 | R1:52.0（35.9）     | -0.1 | 0千田輝彦 | 53        | （タガノテイオー）     | 456         |
| 0000.09.23 | 札幌   | 札幌3歳S           | GIII | 芝1800m（良） | 13    | 5     | 7     | 009.20（5人）   | 01着 | R1:49.6（35.8）     | -0.2 | 0千田輝彦 | 53        | （タガノテイオー）     | 466         |
| 0000.12.23 | 阪神   | ラジオたんぱ杯3歳S | GIII | 芝2000m（良） | 12    | 4     | 4     | 004.80（3人）   | 02着 | R2:01.2（34.5）     | -0.4 | 0角田晃一 | 54        | アグネスタキオン       | 466         |
| 2001.02.04 | 東京   | 共同通信杯         | GIII | 芝1800m（良） | 12    | 6     | 8     | 001.40（1人）   | 01着 | R1:47.9（34.8）     | -0.3 | 0角田晃一 | 56        | （プレジオ）           | 474         |
| 0000.04.15 | 中山   | 皐月賞             | GI   | 芝2000m（良） | 18    | 1     | 1     | 003.70（2人）   | 03着 | R2:00.6（35.3）     | -0.3 | 0角田晃一 | 57        | アグネスタキオン       | 474         |
| 0000.05.27 | 東京   | 東京優駿           | GI   | 芝2400m（重） | 18    | 8     | 18    | 002.30（1人）   | 01着 | R2:27.0（35.6）     | -0.2 | 0角田晃一 | 57        | （ダンツフレーム）     | 470         |
| 0000.08.19 | 札幌   | 札幌記念           | GII  | 芝2000m（良） | 9     | 7     | 7     | 001.30（1人）   | 03着 | R2:00.5（34.6）     | -0.4 | 0角田晃一 | 54        | エアエミネム           | 470         |
| 0000.10.21 | 京都   | 菊花賞             | GI   | 芝3000m（良） | 15    | 7     | 13    | 002.30（1人）   | 04着 | R3:07.6（34.2）     | -0.4 | 0角田晃一 | 57        | マンハッタンカフェ     | 470         |
| 0000.11.25 | 東京   | ジャパンC          | GI   | 芝2400m（良） | 15    | 4     | 6     | 004.20（2人）   | 01着 | R2:23.8（34.9）     | -0.0 | 0O.ペリエ | 55        | （テイエムオペラオー） | 470         |
| 2002.03.17 | 阪神   | 阪神大賞典         | GII  | 芝3000m（良） | 9     | 8     | 8     | 002.20（2人）   | 02着 | R3:08.2（34.6）     | -0.3 | 0小牧太   | 58        | ナリタトップロード     | 478         |
| 0000.04.28 | 京都   | 天皇賞（春）       | GI   | 芝3200m（良） | 11    | 6     | 7     | 003.50（3人）   | 02着 | R3:19.5（34.0）     | -0.0 | 0武豊     | 58        | マンハッタンカフェ     | 474         |
| 0000.11.24 | 中山   | ジャパンC          | GI   | 芝2200m（良） | 16    | 5     | 10    | 004.20（3人）   | 05着 | R2:12.5（35.3）     | -0.3 | 0武豊     | 57        | ファルブラヴ           | 478         |
| 0000.12.22 | 中山   | 有馬記念           | GI   | 芝2500m（稍） | 14    | 6     | 9     | 004.50（3人）   | 07着 | R2:33.9（35.9）     | -1.3 | 0藤田伸二 | 57        | シンボリクリスエス     | 476         |

### 特徴
東京競馬場との相性がよく、重賞ばかり3戦3勝であった。一方、中山競馬場では3戦3敗で、すべて連対を外している。左回りの直線の長いコースに向く反面、コーナーワークがやや不器用で加速が遅く、小回りコースに弱いというトニービン産駒の特徴が成績上に表れている。不幸にも、同馬が古馬になった2002年は、改装工事のため東京競馬場では春季を除いてGI競走が行われず、ジャパンカップや天皇賞・秋が中山競馬場で代替されたため、得意の東京競馬場で走ることができなかった。

### 表彰
- 2001年年度代表馬
- 2001年最優秀3歳牡馬

## 種牡馬入り後
引退後は社台スタリオンステーションで種牡馬生活に入った。トニービンの後継種牡馬として期待されており、サンデーサイレンス系の繁殖牝馬との配合例も多い。2007年には231頭に種付けを行い、この種付け頭数は当年の日本国内で3位を記録した。
産駒は2006年にデビューし、なかでもフサイチホウオーは無敗で重賞を3連勝する大活躍を見せた。その全妹トールポピーは2007年の阪神ジュベナイルフィリーズ、2008年の優駿牝馬（オークス）を制し、初のJpnI勝利馬となった。また、オウケンブルースリが2008年の菊花賞を制し、産駒の牡馬による初クラシック制覇となった。
2003年のシーズンオフからはシャトル種牡馬としてニュージーランドのリッチヒルスタッドで繋養され、産駒もセリなどで高い評価を受けている。なお、2007年は馬インフルエンザの影響でニュージーランドへの入国が拒否されたため、8月7日に出国しオーストラリアのハリロッジサラブレッズで繋養されることになった。種付料は8800豪ドル（約90万円）。
南半球での産駒は2006年12月13日に初勝利を挙げた。シャトル先のニュージーランドでは、ジャングルロケットが2009年にニュージーランドオークスを制して、産駒が海外重賞およびG1競走初勝利を記録している。
2013年シーズンからは日高町のブリーダーズ・スタリオン・ステーションでの繋養が決定し、2012年12月に同牧場へ移動した。
2020年をもって種牡馬を引退し、その後は功労馬として余生を送っていた。同年秋から体調を崩し治療が行われていたが、2021年3月2日朝、繋養先である北海道日高町のブリーダーズスタリオンステーションで死亡した。
産駒は父のトニービン産駒が苦手とした京都で好成績を残し、下級条件ではダートを主戦場とする馬も出している。反面、下級条件では坂のあるコースで成績が劣る面もある。

### 年度別種牡馬成績（中央+地方）
| 年     | 出走 | 出走 | 勝利 | 勝利 | 順位 | AEI  | 収得賞金         |
| 年     | 頭数 | 回数 | 頭数 | 回数 | 順位 | AEI  | 収得賞金         |
| ------ | ---- | ---- | ---- | ---- | ---- | ---- | ---------------- |
| 2006年 | 28   | 63   | 5    | 8    | 139  | 1.05 | 1億1223万3000円  |
| 2007年 | 91   | 513  | 36   | 59   | 30   | 2.08 | 7億3797万0000円  |
| 2008年 | 173  | 1062 | 77   | 139  | 12   | 2.26 | 15億2573万9000円 |
| 2009年 | 222  | 1479 | 86   | 156  | 19   | 1.56 | 13億5877万2000円 |
| 2010年 | 274  | 1820 | 107  | 179  | 10   | 1.69 | 18億1676万1500円 |
| 2011年 | 353  | 2681 | 155  | 290  | 8    | 1.66 | 22億4708万8250円 |
| 2012年 | 373  | 2968 | 148  | 300  | 16   | 0.90 | 12億6316万7000円 |
| 2013年 | 346  | 3057 | 158  | 293  | 13   | 1.22 | 16億1647万5500円 |
| 2014年 | 311  | 2873 | 118  | 237  | 17   | 0.88 | 10億8794万8000円 |
| 2015年 | 286  | 2528 | 110  | 233  | 13   | 0.99 | 11億5848万2500円 |
| 2016年 | 264  | 2615 | 116  | 229  | 17   | 1.03 | 11億3595万5000円 |
| 2017年 | 252  | 2506 | 118  | 209  | 24   | 0.72 | 7億7236万8000円  |
| 2018年 | 231  | 2426 | 93   | 177  | 29   | 0.77 | 7億4703万2000円  |
| 2019年 | 225  | 2193 | 91   | 150  | 30   | 0.74 | 6億9612万1500円  |
| 2020年 | 197  | 2090 | 93   | 176  | 49   | 0.60 | 4億9384万8000円  |
| 2021年 | 176  | 1708 | 55   | 97   | 60   | 0.49 | 3億6605万7500円  |
| 2022年 | 115  | 1206 | 42   | 67   | 86   | 0.46 | 2億3456万7500円  |
| 2023年 | 86   | 831  | 30   | 54   | 106  | 0.44 | 1億7205万6000円  |

（2023年終了時点）
- 出典：JBISサーチ（日本軽種馬協会）

### 主な産駒

#### GI・JpnI競走優勝馬
太字はGI・JpnI競走競走
- 2004年産
  - ジャガーメイル（天皇賞・春）[13]
  - クィーンスプマンテ（エリザベス女王杯）[14]
- 2005年産
  - オウケンブルースリ（菊花賞、京都大賞典）[15]
  - トールポピー（優駿牝馬、阪神ジュベナイルフィリーズ）[16]
- 2006年産
  - トーセンジョーダン（天皇賞（秋）、アルゼンチン共和国杯、アメリカジョッキークラブカップ、札幌記念）[17]
- 2008年産
  - アヴェンチュラ（秋華賞、クイーンステークス）[18]
- 2010年産
  - アウォーディー（JBCクラシック、シリウスステークス、名古屋大賞典、アンタレスステークス、日本テレビ盃）[19]
- 2012年産
  - ディアドムス（全日本2歳優駿、北海道2歳優駿）[20]

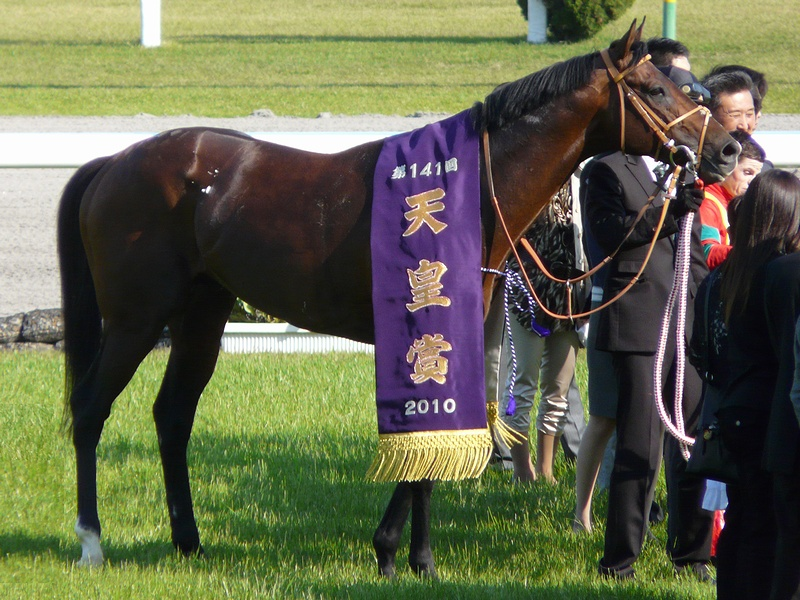
ジャガーメイル（2004年産）
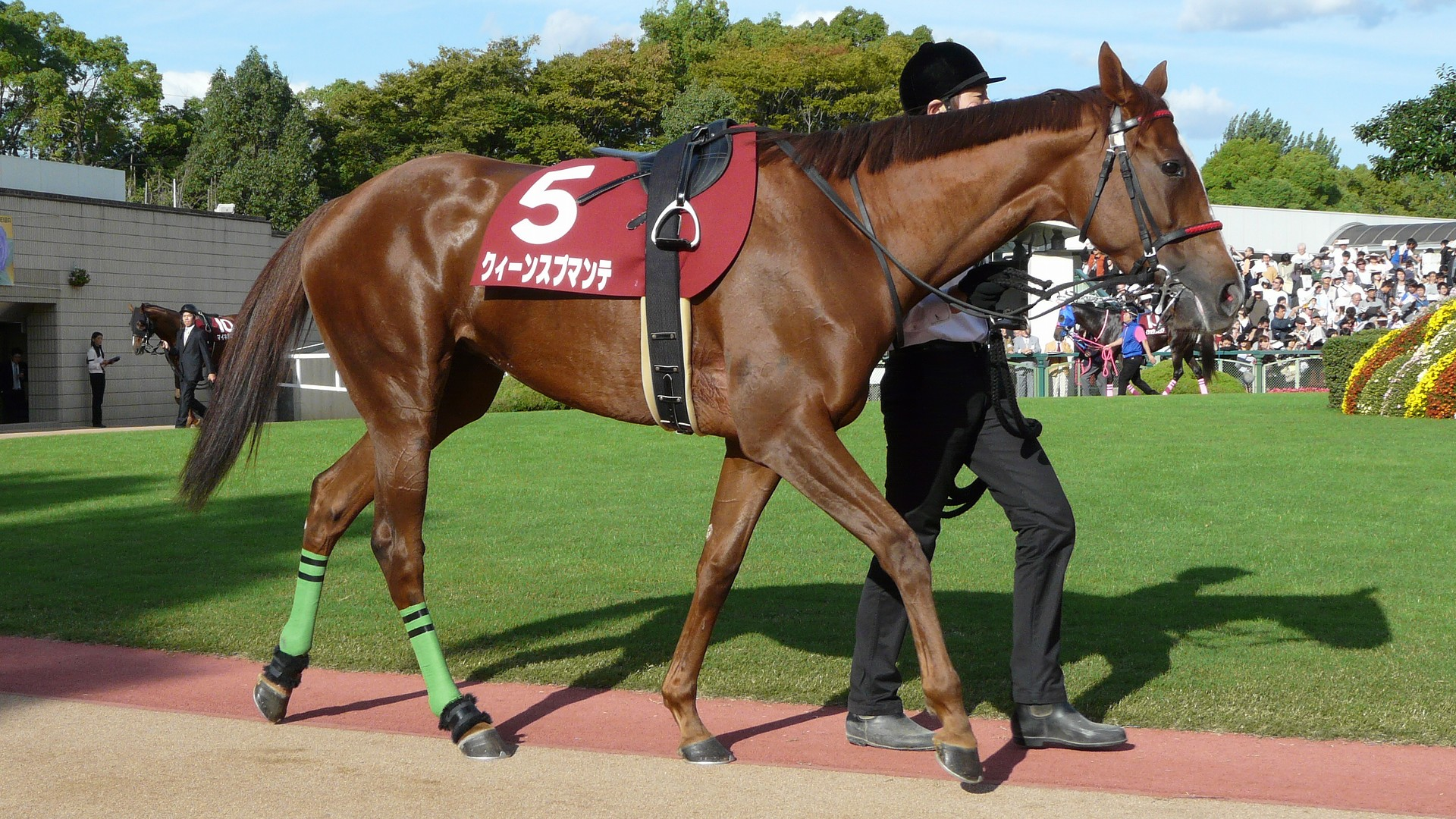
クィーンスプマンテ（2004年産）
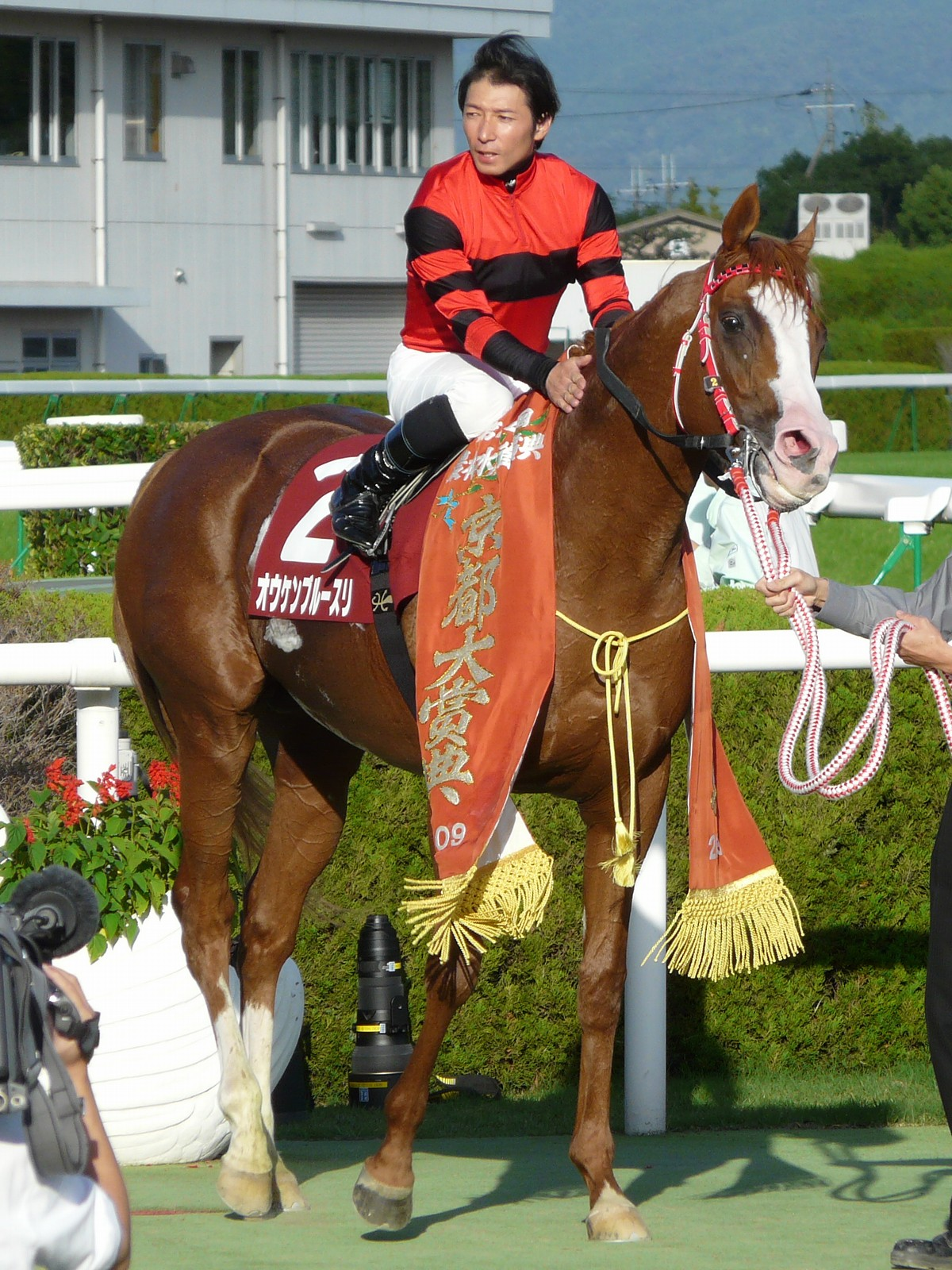
オウケンブルースリ（2005年産）
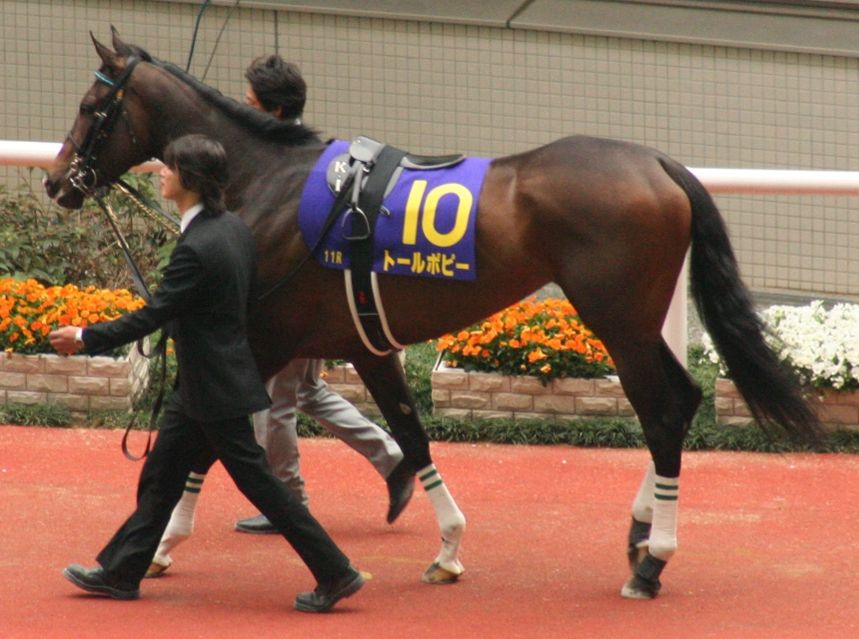
トールポピー（2005年産）
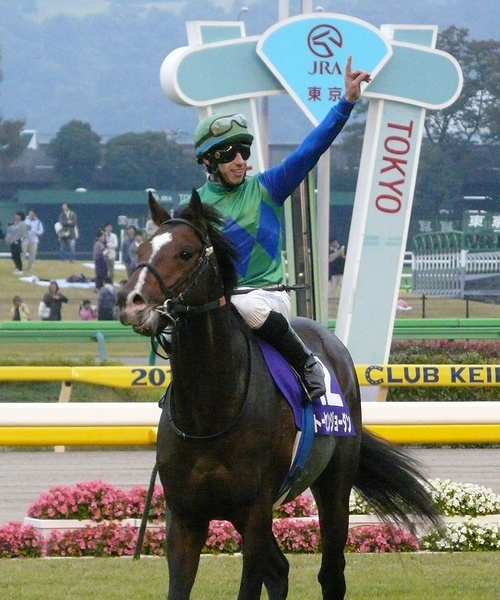
トーセンジョーダン（2006年産）
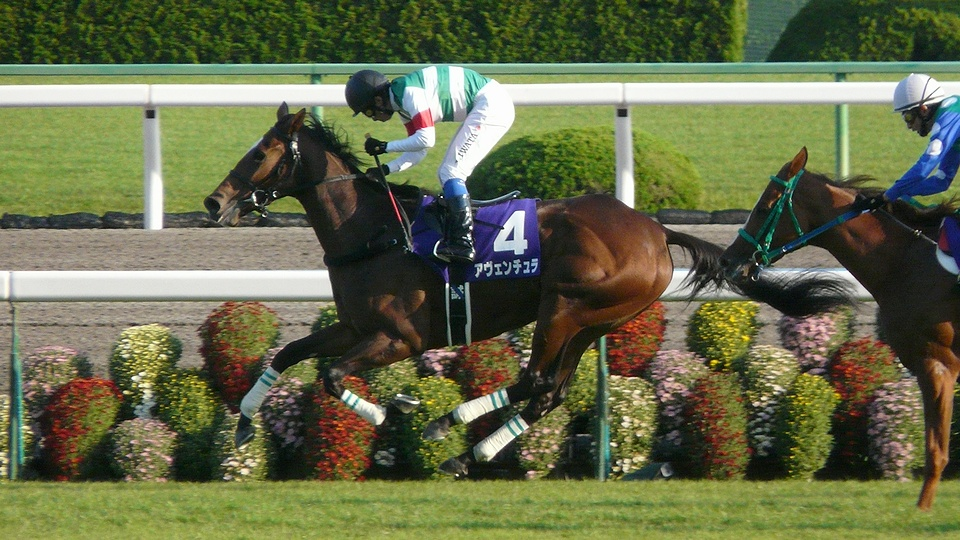
アヴェンチュラ（2008年産）
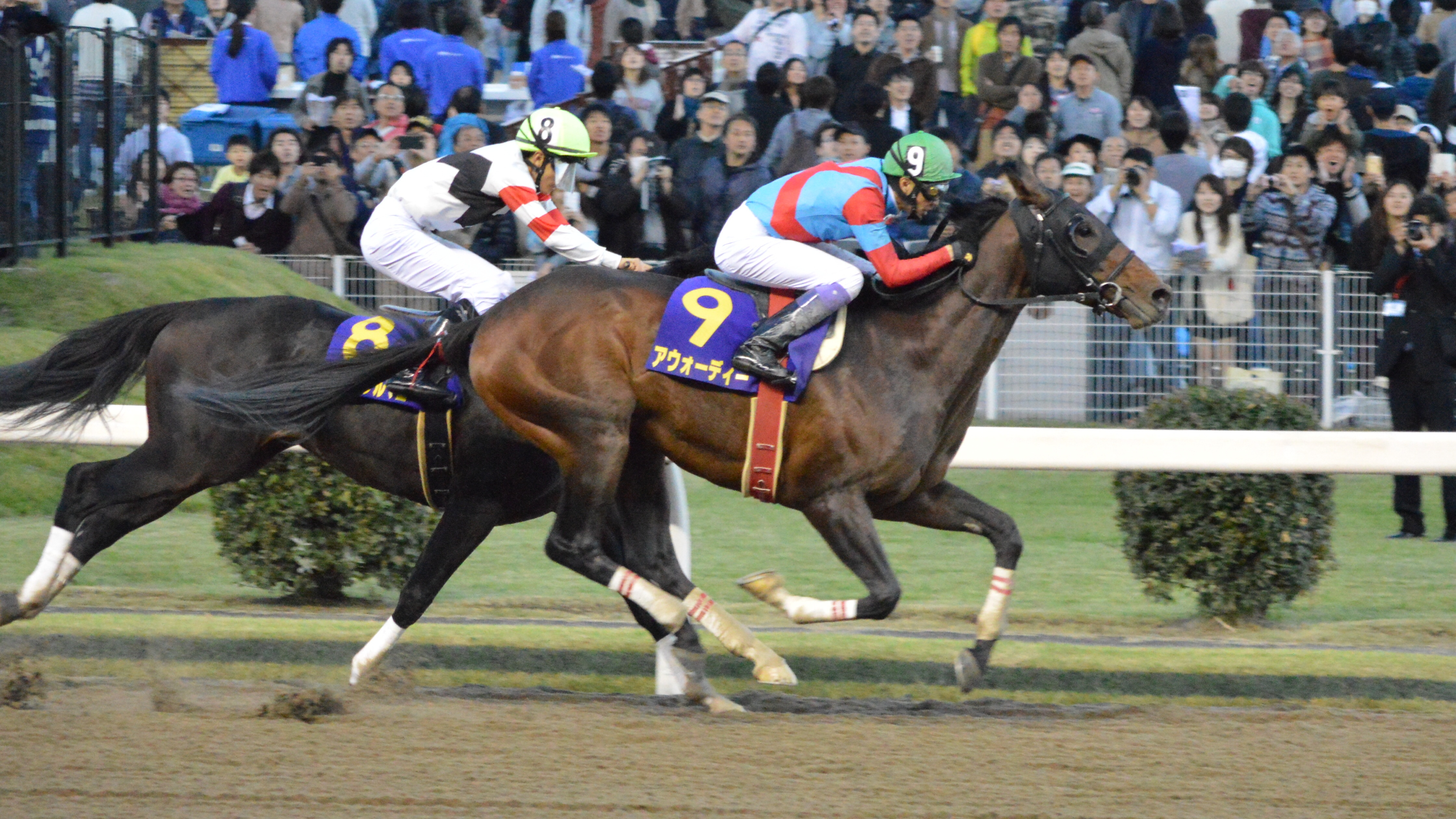
アウォーディー（2010年産）
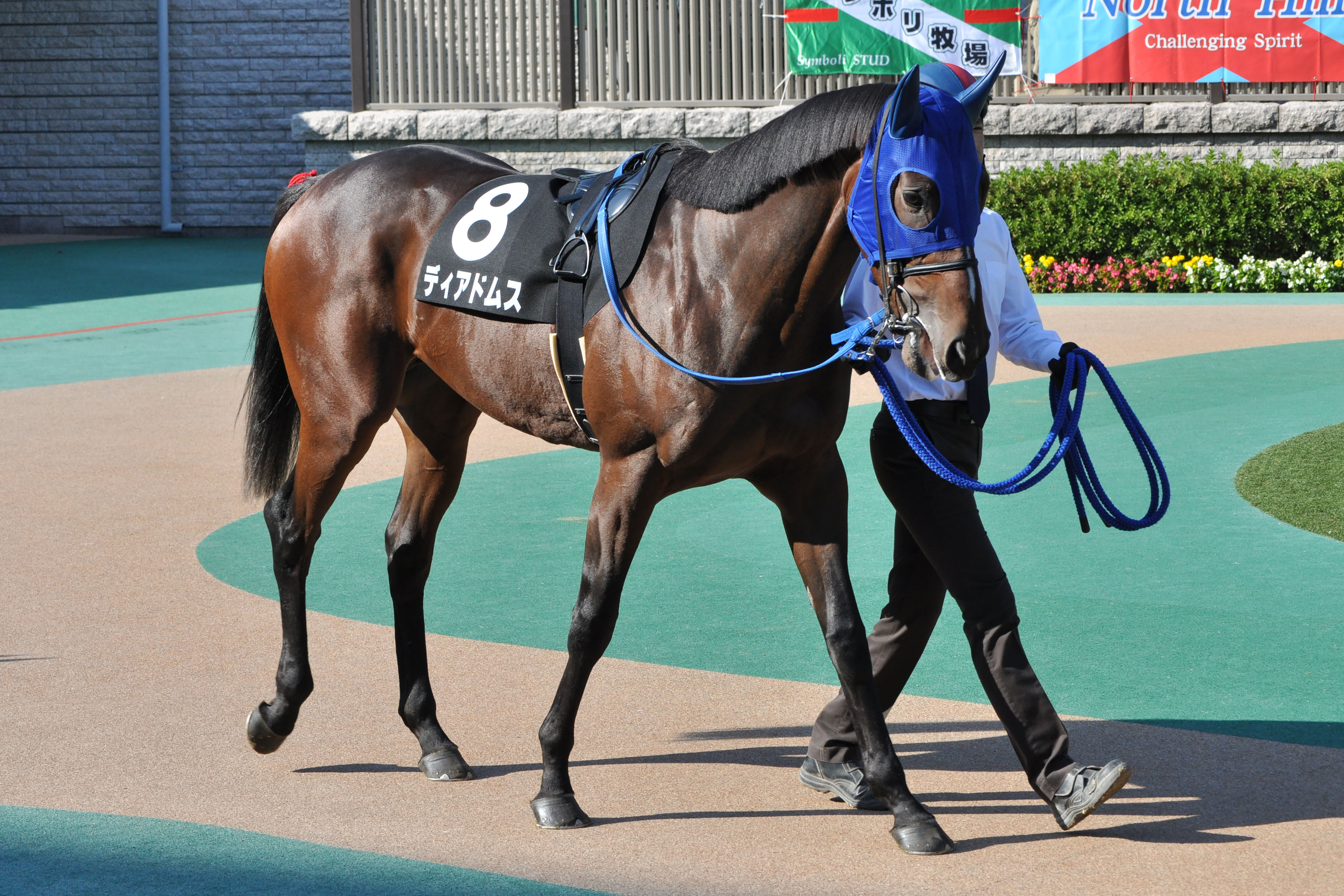
ディアドムス（2012年産）

#### グレード制重賞優勝馬
- 2004年産
  - タスカータソルテ（札幌記念、京都新聞杯、中京記念）[21]
  - フサイチホウオー（共同通信杯、東京スポーツ杯2歳ステークス、ラジオNIKKEI杯2歳ステークス）[22]
  - トーセンキャプテン（アーリントンカップ、函館記念）[23]
- 2005年産
  - ルルパンブルー（フェアリーステークス）[24]
- 2006年産
  - シェーンヴァルト（デイリー杯2歳ステークス）[25]
- 2007年産
  - アプリコットフィズ（クイーンカップ、クイーンステークス）[26]
  - ダイワファルコン（福島記念2回）[27]
- 2008年産
  - マジカルポケット（函館2歳ステークス）[28]
  - ヴェルデグリーン（オールカマー、アメリカジョッキークラブカップ）[29]
- 2009年産
  - エアソミュール（毎日王冠、鳴尾記念）[30]
- 2010年産
  - ダービーフィズ（函館記念）[31]
  - ティリアンパープル（新潟ジャンプステークス）[32]
- 2014年産
  - モズアトラクション（エルムステークス）
- 2015年産
  - サンレイポケット（新潟大賞典）

#### 地方重賞優勝馬
- 2006年産
  - ジャングルスマイル（百万石賞5回、イヌワシ賞2回、北國王冠2回、オグリキャップ記念、中日杯）[33]
  - マイウエイ（松浦川賞）[34]
  - リワードアリオン（建依別賞）[35]
- 2008年産
  - ココロバ（ノースクイーンカップ）[36]
  - ヒショウ（雷山賞）[37]
- 2009年産
  - コスモプランタン（かきつばた賞）[38]
  - トニーポケット（北國王冠）[39]
  - シェイプリー（フェアリーカップ）[40]
- 2010年産
  - ブレークビーツ（かきつばた賞、桂樹杯）[41]
  - アクロマティック（新春賞、梅見月杯、名港盃）[42]
- 2017年産
  - フジノロケット（ジュニアグランプリ）[43]
- 2019年産
  - ナニハサテオキ（フリオーソレジェンドカップ、埼玉新聞栄冠賞）[44]

#### 日本国外調教馬
競走名の前の国旗は開催国 (日本以外の場合に明記)
- 2005年産
  - ジャングルロケット Jungle Rocket（ ニュージーランドオークス）[45]

### 母父としての産駒

#### グレード制重賞優勝馬
- 2012年産
  - シゲルヒノクニ（京都ハイジャンプ）- 父パイロ
- 2013年産
  - ソルヴェイグ（フィリーズレビュー、函館スプリントステークス）- 父ダイワメジャー[46]
- 2014年産
  - ミッキースワロー（セントライト記念、七夕賞、日経賞）- 父トーセンホマレボシ[47]
  - サクセスエナジー（さきたま杯、かきつばた記念、黒船賞、テレ玉杯オーバルスプリント、兵庫ゴールドトロフィー）- 父キンシャサノキセキ[48]
- 2016年産
  - ロードマイウェイ（チャレンジカップ）- 父ジャスタウェイ
- 2017年産
  - コルテジア（きさらぎ賞）- 父シンボリクリスエス
  - アブレイズ（フラワーカップ）- 父キズナ
  - フルデプスリーダー（エルムステークス）- 父ヘニーヒューズ[49]
- 2021年産
  - ビザンチンドリーム（きさらぎ賞）- 父エピファネイア

#### 地方重賞優勝馬
- 2010年産
  - クラウンアトラス（由布岳賞）- 父ネオユニヴァース
- 2014年産
  - ゼットパール（飛山濃水杯）- 父アイルハヴアナザー
- 2015年産
  - モダンクラシック（古伊万里賞）- 父タイキシャトル
- 2018年産
  - ダイセンハッピー（ゴールドウィング賞）- 父ホッコータルマエ
- 2021年産
  - ギガース（ニューイヤーカップ、ネクストスター東日本、若潮スプリント）-父マジェスティックウォリアー
  - サクラトップキッド（やまびこ賞、北上川大賞典）- 父ビーチパトロール
- 2022年産
  - トサノマイヒメ（フォーマルハウト賞、土佐春花賞）- 父ゴールドドリーム

## エピソード
フジキセキ
1995年にダービー馬確実と言われながらも、弥生賞後に故障を発生して引退したフジキセキとは騎手・調教師・担当厩務員・馬主がすべて同じだった。また、フジキセキが成し得なかったダービー制覇で、マスコミが「フジキセキの無念を晴らした」と大々的に報じている。
ウェブサイト
現役当時、馬主である齊藤四方司の「応援してくれるファンのためにお礼がしたい」という意向により、馬自身の公式サイト「ジャングルポケットワールド」（現在は更新終了）が運営されていた。
お笑いトリオ
お笑いトリオの「ジャングルポケット」の名前の由来は当馬である。命名したのは競馬好きで知られるボケ担当の斉藤慎二。
命名のきっかけは単に「当時活躍していた馬だから」であったが、その後インタビューで受けた「ジャングルポケットが府中巧者（東京競馬場が得意な馬）だから『東京では負けない』という思いを込めてのことか」という質問をきっかけに、現在ではその意味も併せ持つようになっている。

## 血統表
| ジャングルポケットの血統                                | ジャングルポケットの血統                     | ジャングルポケットの血統 | （血統表の出典）                    | （血統表の出典）                    |
| 父系                                                    | ゼダーン系                                   | ゼダーン系               | ゼダーン系                          |                                     |
| 父 *トニービン Tony Bin 1983 鹿毛 アイルランド          | 父の父*カンパラ Kampala 1976 黒鹿毛 イギリス | Kalamoun                 | *ゼダーン Zeddaan                   | *ゼダーン Zeddaan                   |
| 父 *トニービン Tony Bin 1983 鹿毛 アイルランド          | 父の父*カンパラ Kampala 1976 黒鹿毛 イギリス | Kalamoun                 | Khairunissa                         |                                     |
| 父 *トニービン Tony Bin 1983 鹿毛 アイルランド          | 父の父*カンパラ Kampala 1976 黒鹿毛 イギリス | State Pension            | *オンリーフォアライフ Only for Life | *オンリーフォアライフ Only for Life |
| 父 *トニービン Tony Bin 1983 鹿毛 アイルランド          | 父の父*カンパラ Kampala 1976 黒鹿毛 イギリス | State Pension            | Lorelei                             |                                     |
| 父 *トニービン Tony Bin 1983 鹿毛 アイルランド          | 父の母Severn Bridge 1965 栗毛 イギリス       | Hornbeam                 | Hyperion                            | Hyperion                            |
| 父 *トニービン Tony Bin 1983 鹿毛 アイルランド          | 父の母Severn Bridge 1965 栗毛 イギリス       | Hornbeam                 | Thicket                             |                                     |
| 父 *トニービン Tony Bin 1983 鹿毛 アイルランド          | 父の母Severn Bridge 1965 栗毛 イギリス       | Priddy Fair              | Preciptic                           | Preciptic                           |
| 父 *トニービン Tony Bin 1983 鹿毛 アイルランド          | 父の母Severn Bridge 1965 栗毛 イギリス       | Priddy Fair              | Campanette                          |                                     |
| 母 *ダンスチャーマー Dance Charmer 1990 黒鹿毛 アメリカ | 母の父Nureyev 1977 鹿毛 アメリカ             | Northern Dancer          | Nearctic                            | Nearctic                            |
| 母 *ダンスチャーマー Dance Charmer 1990 黒鹿毛 アメリカ | 母の父Nureyev 1977 鹿毛 アメリカ             | Northern Dancer          | Natalma                             |                                     |
| 母 *ダンスチャーマー Dance Charmer 1990 黒鹿毛 アメリカ | 母の父Nureyev 1977 鹿毛 アメリカ             | Special                  | Forli                               | Forli                               |
| 母 *ダンスチャーマー Dance Charmer 1990 黒鹿毛 アメリカ | 母の父Nureyev 1977 鹿毛 アメリカ             | Special                  | Thong                               |                                     |
| 母 *ダンスチャーマー Dance Charmer 1990 黒鹿毛 アメリカ | 母の母Skillful Joy 1979 栗毛 アメリカ        | Nodouble                 | Noholme                             | Noholme                             |
| 母 *ダンスチャーマー Dance Charmer 1990 黒鹿毛 アメリカ | 母の母Skillful Joy 1979 栗毛 アメリカ        | Nodouble                 | Abla-Jay                            |                                     |
| 母 *ダンスチャーマー Dance Charmer 1990 黒鹿毛 アメリカ | 母の母Skillful Joy 1979 栗毛 アメリカ        | Skillful Miss            | Daryl's Joy                         | Daryl's Joy                         |
| 母 *ダンスチャーマー Dance Charmer 1990 黒鹿毛 アメリカ | 母の母Skillful Joy 1979 栗毛 アメリカ        | Skillful Miss            | Poliniss F-No.11-g                  |                                     |
| 母系(F-No.)                                             | 11号族(FN:11-g)                              | 11号族(FN:11-g)          | 11号族(FN:11-g)                     | [ § 2 ]                             |
| 5代内の近親交配                                         | 5代内アウトブリード                          | 5代内アウトブリード      | 5代内アウトブリード                 | [ § 3 ]                             |
| 出典                                                    | 1. 2. 3.                                     | 1. 2. 3.                 | 1. 2. 3.                            | 1. 2. 3.                            |

母ダンスチャーマーは不出走馬。ジャングルポケットのいとこに2012年の函館2歳ステークスのストークアンドレイ・同じくいとこに2012年の北海道2歳優駿のアルムダプタ。祖母 Skillful Joy はアメリカでグレードレースを2勝した活躍馬で、Skillful Joy のいとこにアメリカでG1を6勝した Precisionist がいる。